# معهد ساو باولو للسرطان
يقع معهد ساو باولو للسرطان أو Hospital do Câncer de São Paulo في مدينة ساو باولو، البرازيل. هو أكبر مستشفى للسرطان في البرازيل وأمريكا اللاتينية.  تأسس المعهد عام 2008، ويحتوي على 580 سريراً، و19 مصعداً (21 شخصاً لكل مصعد)، و28 طابقاً، و120 غرفة استشارة طبية. تُجرى فيه 1.3 ألف عملية جراحية شهرياً، و6 آلاف جلسة علاج كيماوي شهرياً، و420 جلسة علاج إشعاعي شهرياً.